# Peabody (Massachusetts)
Peabody ist eine Stadt im Essex County im Bundesstaat Massachusetts in den Vereinigten Staaten. Das U.S. Census Bureau hat bei der Volkszählung 2020 eine Einwohnerzahl von 54.481 ermittelt. 

## Geografie
Die nordwestliche Grenze von Peabody liegt entlang des Ipswich River, der dort von verschiedenen Bächen gespeist wird. Der Waters River, ein Nebenfluss des Danvers River, entwässert den nordöstlichen Teil der Stadt. Mehrere andere Teiche und ein Teil des Suntaug Lake liegen innerhalb der Stadt. Der größte geschützte Teil der Stadt ist die Brooksby Farm, zu deren Land die Nathaniel Felton Houses gehören.
Die Stadt ist keilförmig, wobei sich das Stadtzentrum im breiteren südöstlichen Ende befindet. Der Stadtteil South Peabody liegt südlich davon, und der eher vorstädtische Stadtteil West Peabody, in dem sich die örtliche High School befindet, liegt nordwestlich des Stadtzentrums, getrennt durch die Highways und den Stadtteil Proctor. Das Zentrum von Peabody ist 3 km vom Zentrum von Salem entfernt und liegt 24 km nordöstlich von Boston, 29 km westsüdwestlich von Gloucester und 29 km südöstlich von Lawrence. Peabody grenzt im Nordwesten an Middleton, im Norden an Danvers, im Osten an Salem, im Süden an Lynn und im Südwesten an Lynnfield.

## Geschichte
Das Gebiet wurde 1626 von einer kleinen Gruppe englischer Kolonisten aus Cape Ann unter der Führung von Roger Conant als Teil von Salem besiedelt. Es wurde später als Northfields, Salem Farms und Brooksby bezeichnet. Mehrere Bewohner der Gegend wurden während der Hexenprozesse von Salem im späten 17. Jahrhundert verurteilt und hingerichtet. Im Jahr 1752 wurde das Gebiet von Salem abgetrennt und als ein Bezirk von Danvers eingemeindet. Es wurde als "South Parish" bezeichnet, verbunden mit einer Kirche, die sich am heutigen Peabody Square befand. Im Jahr 1855 löste sich die Gemeinde von Danvers und wurde als unabhängige Stadt South Danvers eingemeindet. Der Name wurde am 30. April 1868 in Peabody geändert, zu Ehren von George Peabody, einem bekannten Philanthropen, der im heutigen Peabody geboren wurde.
Peabody war zunächst eine vorwiegend landwirtschaftliche Gemeinde, aber seine Flüsse und Bäche begünstigten die Errichtung von Wassermühlen. Peabody war auch ein wichtiges Zentrum der Lederindustrie von Neuengland, die Einwanderer aus aller Welt anlockte, insbesondere aus Irland und dem Osmanischen Reich. Diese Industrien erlebten allerdings mit der Zeit einen Niedergang und heute ist Peabody ein Vorort von Boston mit einer Bevölkerung, die vorwiegend der Mittelschicht angehört.

## Demografie
Laut einer Schätzung von 2019 leben in Peabody 64.014 Menschen. Die Bevölkerung teilt sich im selben Jahr auf in 89,9 % Weiße, 3,8 % Afroamerikaner, 0,4 % amerikanische Ureinwohner, 1,1 % Asiaten, und 2,7 % mit zwei oder mehr Ethnizitäten. Hispanics oder Latinos aller Ethnien machten 9,9 % der Bevölkerung von Peabody aus. Das mittlere Haushaltseinkommen lag bei 73.217 US-Dollar und die Armutsquote bei 8,6 %.

### Einwohnerentwicklung
| 1860  | 1870  | 1880  | 1890   | 1900   | 1910   | 1920   | 1930   | 1940   | 1950   | 1960   | 1970   | 1980   | 1990   | 2000   | 2010   | 2020   |
| ----- | ----- | ----- | ------ | ------ | ------ | ------ | ------ | ------ | ------ | ------ | ------ | ------ | ------ | ------ | ------ | ------ |
| 6.549 | 7.343 | 9.028 | 10.158 | 11.523 | 15.721 | 19.552 | 21.345 | 21.711 | 22.645 | 32.202 | 48.080 | 45.976 | 47.039 | 48.129 | 51.251 | 54.481 |

## Söhne und Töchter der Stadt
- George Peabody (1795–1869), Unternehmer
- Daniel P. King (1801–1850), Politiker
- Pauline Sperry (1885–1967), Mathematikerin
- Sheldon Wolff (1928–2008), Zytogenetiker, Strahlenbiologe
- Nicholas Mavroules (1929–2003), Politiker
- Jack Welch (1935–2020), Manager
- Matthew Jason Bloom (* 1972), Wrestler
- Samantha Arsenault (* 1981), Schwimmerin
- Heather MacLean (* 1995), Mittelstreckenläuferin